# Skärgårdsradion
Skärgårdsradion är en närradiostation i Stockholms skärgård. Stationen har tillstånd att sända via FM-nätet i Värmdö kommun och Norrtälje kommun. Radiokanalen sänder en blandning av musik. Det sänds även nyheter under sändningstiden. Skärgårdsradion lanserades 2007 i Värmdö av Martin Loogna och Jesse Wallin. Även Svenska Favoriter ingår i formatet.
Stationen finns dessutom i Viaplay Groups DAB+-nät i Stockholmsområdet.